# Mark Gerber
Mark Gerber – australijski aktor telewizyjny i filmowy. Jego pierwszą rolą była postać Seana Ellisa, w serialu Zatoka serc. Na dużym ekranie zadebiutował w 1993 roku u boku Hugh Granta i Sama Neilla w filmie Syreny.
Był przyjacielem Kylie Minogue.

## Filmografia

### Filmy
- 1993: Syreny (Sirens) jako Devlin
- 1995: Sahara jako Bergman
- 2006: Babe: Świnka w mieście (Babe: Pig in the City) jako policjant
- 2004: Tajemnica domu przy Gantry Row (13 Gantry Row) jako Klaus

### Seriale
- 1988: Zatoka serc (Home And Away) jako Sean Ellis
- 1996: Nowe przygody Flippera (Flipper) jako łowca
- 1998: The Violent Earth jako Roland
- 2000: Pizza jako Roger Connery